# محمدتقی جعفری
محمّدتقی جعفری تبریزی (۱ مرداد ۱۳۰۲ – ۲۵ آبان ۱۳۷۷) مشهور به علّامه جعفری مفسر نهج‌البلاغه، فقیه، عارف، فیلسوف و مولوی شناس معاصر ایران و از بنیانگذاران حقوق بشر اسلامی و اعلامیه حقوق بشر در اسلام بود.

## زندگی
محمّدتقی جعفری در ۱ مردادِ ۱۳۰۲ (۹ ذوالحجه ۱۳۴۱) در يكى از خانواده‌هاى متديّن شهر تبريز چشم به جهان گشود و كودكىِ خويش را در پناه پدرى راستگو و مادرى سيّده و پاكدامن آغاز كرد.

## تحصیلات

### تحصیلات مقدماتی حوزوی
محمدتقى با ورود به مدارس جديد و تعليماتى كه در تبريز آن زمان، تازه داير شده بود، راه خود را براى صعود به قله‌هاى تفكر گشود. او چون خواندن و نوشتن را پيش از آغاز دبستان، از مادر خويش مقداری مقدمات دروس و قرآن فرا گرفته بود، به صلاحديد مدير مدرسه جواد اقتصادخواه درس و تحصيل را درمدرسه اعتماد تبریز از كلاس چهارم ابتدايى آغاز كرد. پس از پايان دروس ابتدايى، محمدتقى وارد مدرسه طالبیه تبریز شد، سپس راه تهران و قم را در پيش گرفت.
وى در تهران و قم از محضر فقها و حكمايى چون: میرزا مهدی آشتیانی، شيخ محمدرضا تنکابنی و عارف داناسرشت ميرزا محمدتقى زرگر تبريزى بهره‌هايى شايان گرفت.
سپس به همراه برادرش مقارن سال‌های پایانی جنگ جهانی دوم  رفته و تحصیلات علوم دینی را نزد استادان آنجا پی‌گرفت.

### تحصیلات عالی حوزوی
در سال ۱۳۲۰ در ۱۸ سالگی، زادگاه خویش را به قصد اقامت در تهران ترک نمود، و در مدرسه مروی نزد استادان تحصیل متن رسائل و مکاسب را پی گرفت. پس از سه سال، در سال ۱۳۲۲ به شهر قم مهاجرت نمود و ضمن تحصیل در مدرسه دارالشفای قم ملبس به لباس روحانیت گردید و درس خارج را در آنجا آغاز کرد.
وی سپس برای ادامه تحصیلات، راهی نجف شد. بیست و سه ساله بود که به درجهٔ اجتهاد نایل گردید و در سال ۱۳۳۶ یا ۱۳۳۷ پس از یازده سال اقامت در نجف به ایران بازگشت.
او فلسفه و عرفان را در کانون فلسفی - عرفانی نجف و تهران تکمیل کرد و تا زمان مرگ به آن اشتغال داشت.

### استادان
از استادان محمدتقی جعفری می‌توان از شیخ محمدکاظم شیرازی، سید عبدالهادی شیرازی، سید ابوالقاسم خویی، مرتضی طالقانی، علی محمد بروجردی، میرزا حسن یزدی، سید جمال الدین گلپایگانی، سید محمد هادی میلانی، میرزا حسن موسوی بجنوردی، شهیدی (صاحب حاشیه بر مکاسب) و سید محسن حکیم و آقا میرزا علی اکبر اهری نام برد.

## نامه‌نگاری با برتراند راسل
محمدتقی جعفری مکاتباتی در زمینه‌هایی همچون عمومیت جستجوی کمال و تناقض بین آزادی انسان با عشق و صلح و در پاره‌ای از موارد دربارهٔ کلّیات فیزیک کوانتوم با ریاضیدان و متفکر انگلیسی برتراند راسل داشته است.

## افتخارات
- دریافت اجازه اجتهاد خود از شیخ محمدکاظم شیرازی
- دریافت نشان دانش درجه یک از سید محمد خاتمی به تاریخ ۱۰ مهر ۱۳۷۶[۱۰]
- برگزاری مراسم تکریم توسط بنیاد ملی نخبگان استان تهران با حضور جمعی از چهره‌های علمی و فرهنگی کشور، شاگردان ایشان و استعدادهای برتر سال ۱۳۹۵

## درگذشت
محمدتقی جعفری در سال ۱۳۷۷ به دلیل ابتلا به سرطان، ابتدا در ایران تحت درمان قرار گرفت و سپس به انگلستان منتقل شد؛ ولی پس از یک جراحی بر اثر سکتهٔ مغزی در ۲۵ آبان ۱۳۷۷ درگذشت. دو روز بعد در دانشگاه تهران بر پیکرش نماز خواندند. سپس پیکرش به مشهد فرستاده شد و در حرم علی ابن موسی الرضا در رواق دار الزهد دفن شد.

## در نگاه دیگران

### علی خامنه‌ای
- در پیام تسلیت درگذشت وی به تاریخ ۲۵ آبان ۱۳۷۷:
«با اندوه و تأسف اطلاع یافتیم که علامه‌ فرزانه و متفکر و فیلسوف و ادیب نامدار، آیةالله آقای حاج شیخ محمّدتقی جعفری تبریزی به لقاء حق شتافته است. این برای جامعه‌ علمی و فرهنگی کشور، ضایعه‌ای سنگین و فقدانی بی‌ جبران است. آن عالم بزرگ و متعهد در طول بیش از چهل و پنج سال از هنگامی که پس از تکمیل تحصیلات عالی و ممتازِ خود قدم در وادی تألیف و تحقیق و تعلیم نهاد، آثار علمی با ارزشی پدید آورد و تفکر فلسفی را در دایره‌ای وسیع از مُستَفیدان و تحسین‌کنندگان جهانی خود، ارتقا بخشید. پس از پیروزی انقلاب نیز همواره افکار سازنده‌ او در زمینه معارف دینی و نگاه فلسفی به مسائل اسلامی، با استقبال فرزانگان و تشنگان علم و معرفت روبه‌رو می‌گشت. سخنرانیهای پر مغز این دانشمند عالی‌قدر که سرشار از نکته‌های عمیق و درسهای به‌یادماندنی برای نسل جوان و دانش پژوه کشور بود، در شمار حسنات علمی و فکری دوران حاضر محسوب می‌گردد و خاموشی این چراغ فروزان حقاً خسارتی بزرگ برای جویندگان معارف عمیق اسلامی به شمار می‌آید.»
- در دیدار با خانواده او و مسئولین ستاد برگزاری مراسم درگذشت وی به تاریخ ۱۷ آذر ۱۳۷۷:
«خصوصیّات برجسته‌‌اى در آقاى جعفرى (رحمة الله‌ علیه) بود که به نظر من همه‌‌ اینها براى نسل جوان و پژوهنده و اهل علم و اهل تحقیق، الگو است. ایشان آن وقتى که کارهاى تحقیقى خودشان را شروع کردند خیلى جوان بودند. البتّه من شاید حدود سالهاى ۳۴، ۳۵ بوده که ایشان را شناختم؛ خب ایشان تازه از نجف آمده بودند و جوان و فاضل و فعّال و پرشور، و مورد احترام بزرگانِ ما که در مشهد با ایشان برخورد میکردند – مرحوم آقاى میلانی، بعضى از آقایان دیگر – و طلّابى که آن وقت اهل کار و تحقیق بودند در مشهد. به نظرم شاید چند ماهى ایشان مشهد ماندند، اخوانشان[۱۲] مشهد بودند، ایشان هم به یک مناسبتى چند ماهى یا یک سالى آمده بودند مشهد، و با ایشان ما آنجا آشنا شدیم. روح تحقیق، تفحّص، نشاط، شور علمى در ایشان بود؛ یعنى روحیه‌ جوانى. قاعدتاً سنّ ایشان آن وقت حدود سى سال بوده و در عین جوانى بودند؛ همه‌ این شور جوانى در کار علمى و فکر و بحث و نوشتن و تحقیق کردن و مطالعه کردن و مانند اینها صرف میشد. خب حافظه‌ فوق‌‌العاده‌ ایشان و استعداد علمى و مانند اینها هم که به جاى خود محفوظ.
و این حالت تا همین آخر ادامه داشت، یعنى در عین اینکه ایشان قریب ۷۰ سال یا ۷۳ سال [داشتند]؛ چیز عجیبى است. مثلاً آخرین بار که ما ایشان را دیدیم – گمانم یک سال پیش یا هفت هشت ماه پیش بود که ایشان را ما زیارت کردیم – همان حالت و همان شور و همان تحرّک را در ایشان انسان میدید. این خیلى باارزش و قیمتى است که انسان نگذارد گذشت زمان و حوادث گوناگون، شور، تحرّک و تَهَیُجى[۱۳] را که خداى متعال در او قرار داده و میتواند آن را مثل یک صَرف گران‌بها، مثل یک سرمایه‌ى گران‌بها براى پیشرفتهاى گوناگون در میدانهاى مختلف مصرف بکند از بین برود؛ ایشان نگذاشته بودند که آن از بین برود. به‌ هر حال وجودشان حقیقتاً وجود ذی‌قیمتى بود، براى اسلام و مسلمین و نظام اسلامى ارزش داشتند و تا آخر هم کار کردند. یعنى واقعاً هیچ وقت آقاى جعفرى از کار افتاده و کنارنشسته و بیکاره نشد؛ دائم مشغول کار، مشغول تلاش، مشغول تحرّک بود. خداوند ان‌‌شاءالله‌ درجاتشان را عالى کند.
البتّه دیدید که مردم هم چطور برخورد کردند. من وقتى دیدم تشییع جنازه‌ ایشان را، این هیجان مردم را، این کارهاى گوناگون را، گفتم واقعاً این اثر اخلاص است. جوهرى از اخلاص در کار این مرد بود و اثر اخلاص همین است. وقتى کسى یک کارى را محض رضاى خدا، براى خاطر اهداف مقدّس انجام میدهد، خداى متعال نمیگذارد که بار او زمین بماند و نمیگذارد که ضایع بشود، بلافاصله پاداش آن را میدهد. و حالا ایشان در زندگى، که عزّت و توفیق داشتند و زندگى خوبى کردند، بعد از درگذشتشان هم این جور مردم [برخورد کردند]. با اینکه ایشان ارتباطات مردمىِ زیادى نداشتند، در عین حال دیدید که مردم – خواص، عوام، جوانها – آن تشییع جنازه، آن گریه‌‌ها، آن نماز را – نماز میّت – [انجام دادند]؛ اینها واقعاً چیزهاى خیلى باعظمتى بود.»

### مجموعه آثار
پس از مرگ جعفری مؤسسه نشر کرامت به مؤسسه تدوین و نشر آثار علامه جعفری تغییر نام داد و یکی از اهداف آن تهیه مجموعه آثار محمدتقی جعفری بود به گونه‌ای که شامل تمام آثار او بشود. این مجموعه به تدریج توسط این مؤسسه منتشر می‌شود. تاکنون آثار زیر به صورت مجموعه آثار انتشار یافته‌اند:
1. تکاپوی اندیشه‌ها
2. عرفان اسلامی
3. بررسی افکار هیوم و راسل
4. حقوق جهانی بشر و کاوش‌های فقهی
5. چهار شاعر (خیام، نظامی گنجوی، سعدی، حافظ)

#### دسته‌بندی کتاب‌ها

##### اخلاق و مبانی
1. وجدان
2. اخلاق و مذهب

##### ادب و ادبیات
1. مبدأ اعلا
2. از دریا به دریا (کشف‌الابیات مثنوی مولوی)
3. چهار شاعر ( خیام، نظامی گنجوی، سعدی، حافظ )
4. تحلیل شخصیت خیام

##### اندیشه‌های مولوی
1. تفسیر و نقد و تحلیل مثنوی (۱۵ جلد) (چاپ نخست آن در سال ۱۳۴۹ بوده است و این شرح پیش از شرح نهج البلاغه نگاشته شده است.)
2. مولوی و جهان بینی‌ها
3. علل و عوامل جذابیت سخنان مولوی
4. فکر واره مثنوی

##### انسان و جهان‌شناسی
1. ارتباط انسان - جهان
2. ایده‌آل زندگی و زندگی ایده‌آل
3. فلسفه و هدف زندگی
4. آفرینش و انسان
5. شناخت انسان در تصعید حیات تکاملی
6. انسان در افق قرآن
7. حرکت و تحول از دیدگاه قرآن (به انضمام انسان در افق قرآن)

##### بررسی و نقد
1. بررسی و نقد نظریات دیوید هیوم در چهار موضوع فلسفی
2. توضیح و بررسی مصاحبه برتراند راسل - وایِت
3. بررسی و نقد برگزیده افکار برتراند راسل
4. بررسی و نقد کتاب «سرگذشت اندیشه‌ها»

##### حقوق سیاسی
1. حقوق جهانی بشر از دیدگاه اسلام و غرب
2. حکمت اصول سیاسی اسلام

##### زیبایی‌شناسی و هنر
1. زیبایی و هنر از دیدگاه اسلام (چاپ دوم، ۱۳۷۸، مؤسسه تدوین و نشر آثار علامه جعفری)
2. موسیقی از دیدگاه فلسفی و روانی و (تهران، ۱۳۸۱، مؤسسه تدوین و نشر آثار علامه جعفری)

##### عرفان و معرفت
1. عرفان اسلامی

##### علوم جدید
1. بررسی فقهی و حقوقی طرح ژنوم انسانی

##### فقه
1. رسائل فقهی (منابع فقه)
2. الرضاع
3. تعبد و تعقل در فقه اسلامی

##### فلسفه (مضاف و مطلق)
1. همگرایی دین و دانش
2. نهایهٔ الادراک الواقعی بین الفلسفه القدیمه و الحدیثه
3. تحقیقی در فلسفه علم

##### فلسفه عملی
1. علم و دین در حیات معقول
2. شناخت از دیدگاه علمی و قرآن

##### کلام و کلام جدید
1. الامر بین الامرین
2. جبر و اختیار
3. فلسفه دین

##### معارف مکتبی
1. نیایش امام حسین (ع) در صحرای عرفات
2. امام حسین (ع) شهید فرهنگ پیشروِ انسانیت
3. امید و انتظار
4. معارف الهی

##### نهج البلاغه
1. مجموعه‌ ترجمه و تفسیر نهج‌البلاغه، یکی از آثار مهم علامه محمدتقی جعفری به شمار می رود كه مسائل انساني و اسلامي با نگاهي نو و پويا در آن بررسي شده است‌. شمول و گسترش اين كتاب از فلسفه تا سياست‌، از عرفان تا اديان‌، از اخلاق‌پژوهي تا جامعه‌شناسي و روان‌شناسي‌، ادبيات و شعر و متدولوژي‌، دايرﺓ‌المعارف هوشمندانه‌اي را در پيش ديد اهل نظر و مطالعه قرار داده كه مي‌توانند پاسخ بسياري از سؤالات خود را در آن بيابند و با واقعيت‌هاي انسان‌شناختي و هستي‌شناختي‌ِ جديدي آشنايي حاصل كنند. این مجموعه که تا چند سال گذشته در 27 مجلد منتشر می شد، اخیراً با ویراست جدید در 11 مجلد توسط دفتر نشر فرهنگ اسلامی به بازار نشر عرضه شده است. در چاپ جدید این مجموعه، شرح و تفصیل برخی موضوعات و حواشی آنها از مجلدات استخراج و در ذیل مجموعه آثار منتشر شده، و برخی دیگر، از جمله مباحث: «انسان شناسی»، فلسفه اخلاق، تعلیم و تربیت»، «دین شناسی» و ... در قالب ترتیب همان مجموعه آثار در حال آماده سازی است. جلد یازدهم این مجموعه، تفسیر فرمان مبارک علی ابن ابی‌طالب  به مالک اشتر میباشد. [۱۴]
2. ترجمه کامل نهج البلاغه
3. فکر وارهٔ نهج‌البلاغه

##### پرسش و پاسخ
1. تکاپوی اندیشه‌ها (۲ مجلد)
2. در محضر حکیم
3. حیات معقول

##### کلیات
1. مجموعه مقالات.
2. پیام خرد.
3. طرحی برای انقلاب فرهنگی.
4. فرهنگ پیرو، فرهنگ پیشرو.[۱۵]